# Pellionia scabra
Pellionia scabra är en nässelväxtart som beskrevs av George Bentham. Pellionia scabra ingår i släktet Pellionia och familjen nässelväxter. Inga underarter finns listade i Catalogue of Life.